# Cruz y Ortiz

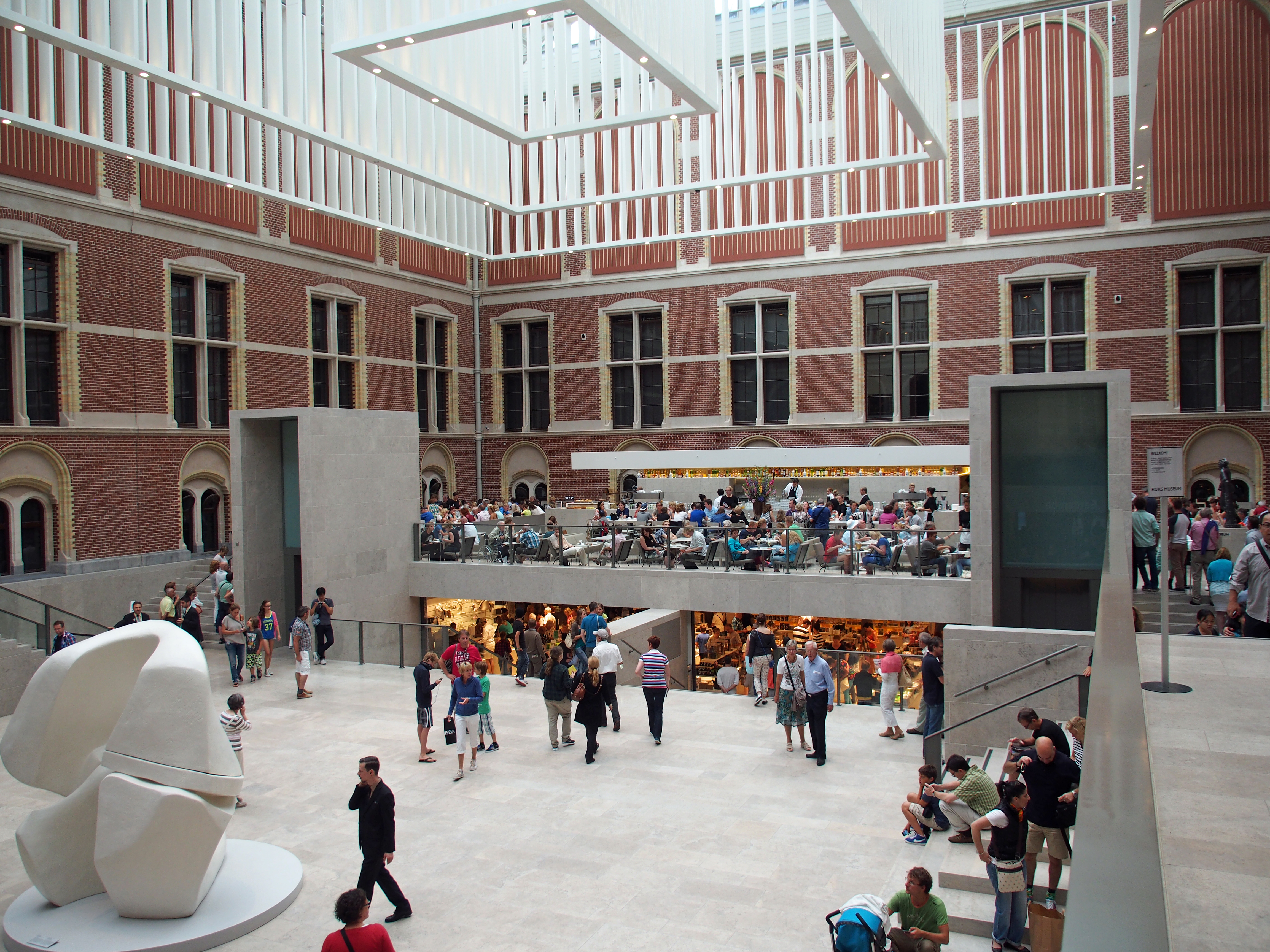
Atrio del Rijksmuseum Ámsterdam.

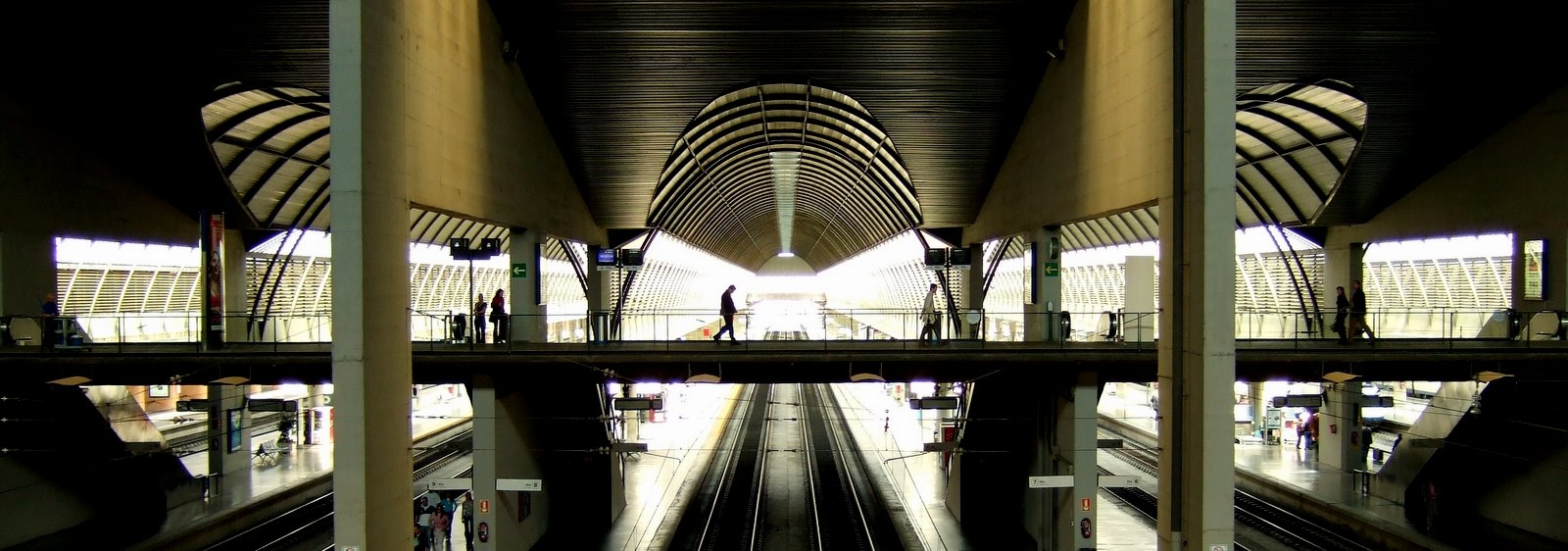
Estación de Santa Justa, Sevilla

Cruz y Ortiz Arquitectos es un estudio de arquitectura fundado en 1974 y dirigido por Antonio Cruz y Antonio Ortiz ambos licenciados por la Escuela de Arquitectura de Madrid, en 1971. Actualmente la oficina tiene sedes en Sevilla, Madrid y Ámsterdam. 

## Obras más relevantes

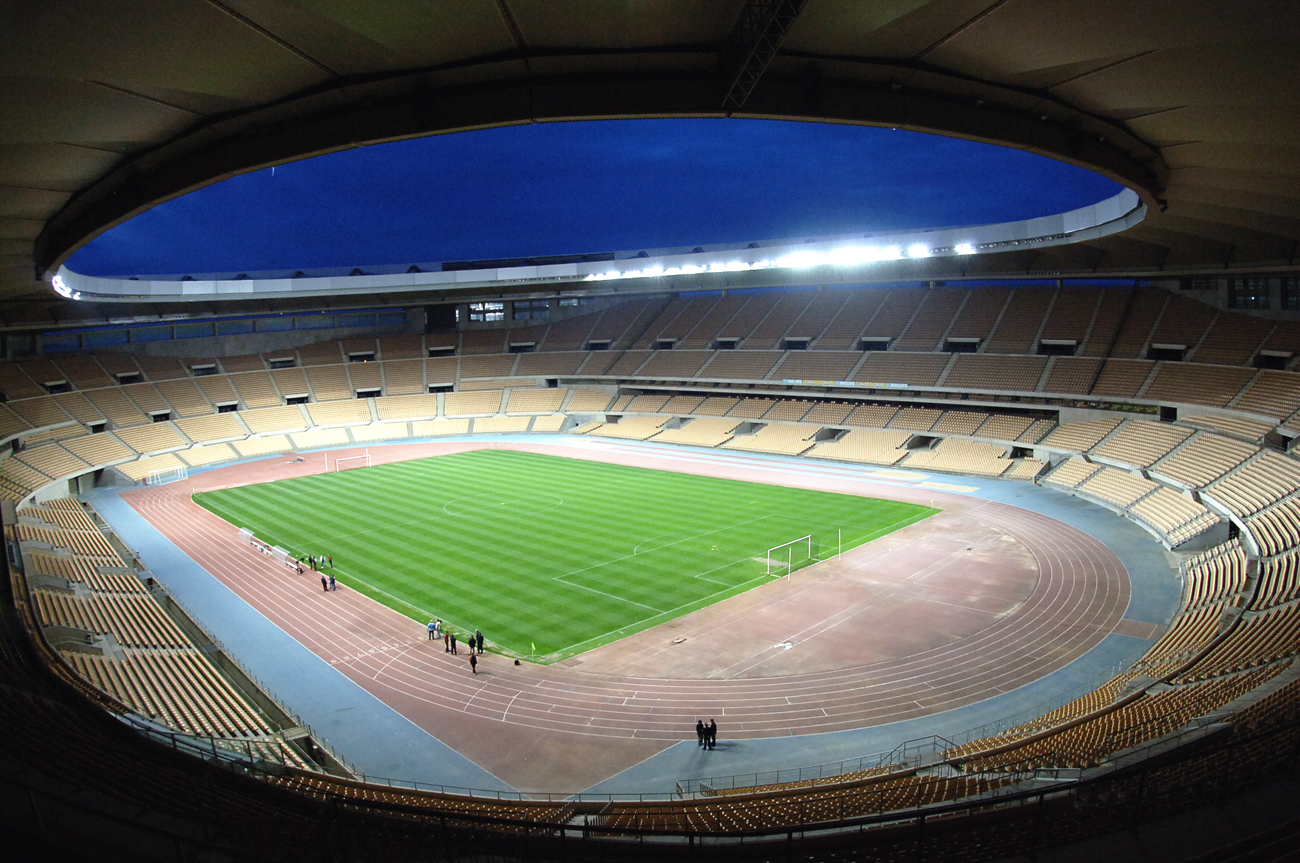
Estadio de la Cartuja de Sevilla.

Tras sus inicios centrados en obras en España, su actividad se ha extendido a varios países europeos como Alemania, Suiza u Holanda. En estos años han desarrollado proyectos de muy diferentes escalas. Entre los más destacados se encuentran la estación de Alta Velocidad de Sevilla - Santa Justa, el estadio de la Peineta, en Madrid, el estadio Olímpico de la Cartuja, Sevilla, la estación de ferrocarril de Basilea, Suiza o el museo Rijksmuseum en Ámsterdam.
Otras obras relevantes de Cruz y Ortiz Arquitectos han sido el pabellón de España en la Exposición Universal de Hannover,o la Biblioteca Pública infanta Elena en Sevilla.

## Enseñanza y premios
En relación con la enseñanza, han sido profesores en la Escuela de Arquitectura de Sevilla. Posteriormente han ejercido la función docente en distintos momentos de su carrera en varias universidades entre las que se puede destacar ,la Universidad de Harvard, Cornell, Columbia(todas ellas pertenecientes a la Ivy League) el ETH de Zúrich o la Universidad de Laussane. En 2004, fueron nombrados profesores honorarios de la Escuela de Sevilla y dirigen la cátedra Blanca de Sevilla, financiada por Cemex España. En 2014 fueron también nombrados profesores visitantes por la Universidad Técnica de Delft en Holanda, y de la HEPIA en Ginebra.
Cruz y Ortiz Arquitectos cuenta con el Premio Nacional de Arquitectura Española  por la Estación de Santa Justa - Sevilla y sus obras han sido finalistas en tres ocasiones del Premio Mies van der Rohe. En el año 1997 recibieron la Medalla de Oro de Andalucía por su trayectoria profesional, el Premio Andalucía de Arquitectura 2008, por la estación de ferrocarril de Basilea y más recientemente el Premio Arquitectura Española Internacional por su remodelación del Rijksmuseum, concedido por el CSCAE.
En el año 2014 recibieron la Medalla de la Orden del León Neerlandés otorgada por el Rey Guillermo I de Holanda.

## Obras
- (1973-1976) Edificio de viviendas en calle Doña María Coronel de Sevilla.

- (1981-1986) Adaptación para Archivo histórico provincial de la Casa de las Cadenas en Cádiz.
- (1982-1987) Archivo Municipal Hemeroteca Municipal de Sevilla del edificio de los antiguos juzgados de Sevilla.
- (1983-1985) Edificio de viviendas en calle Hombre de Piedra, en Sevilla
- (1986-1988) Instituto de Secundaria Triana, en Sevilla
- (1986-1989) Viviendas en Carabanchel, en Madrid.
- (1987-1991) Estación de ferrocarril de Santa Justa en Sevilla.
- (1986-1989) Adaptación para museo del Mar del Baluarte de la Candelaria en Cádiz.
- (1988-1992) Viviendas unifamiliares en Tharsis, Huelva.
- (1989.1991) Viviendas de temporada en Chiclana, Cádiz. Urbanización Santi Petri.
- Estadio Municipal de Chapín de Jerez de la Frontera y mejora y ampliación del mismo en 1999.
- (1989-1994) Estadio de la Peineta, Madrid.
- (1990-1993) Estación de autobuses de Huelva.
- (1997-2003) Remodelación y ampliación de la estación de ferrocarril de Basilea.
- (1991-1995) Edificio de oficinas sede de la Diputación Provincial de Sevilla.
- (1994-1995) Puerto marítimo de Chipiona.
- (1995-1999) Biblioteca Pública del Estado - Biblioteca Provincial Infanta Elena de Sevilla.
- (1997-1999) Estadio de la Cartuja de Sevilla.
- (1998-2000) Pabellón de España para la Exposición Universal de Hannover 2000.
- (1999-2002) Centro de visitantes especializado en el Mundo Marino en el Parque Dunar. Almonte. Doñana, Huelva.
- (1999-2002) Viviendas 'Patio Sevilla' en Maastricht.
- (2002-2007) Atelierbuilding, Edificio para restauración de obras Rijksmuseum. Ámsterdam (Holanda).
- (1999-2009) Edificio Administrativo en las parcelas en el Polígono de Almanjáyar. Granada.
- (2003-2013) Reforma y renovación del Rijksmuseum de Ámsterdam.
- (2003-07) Viviendas en Sabadell. Fábrica Tort “Can Planell”. Sabadell. España
- (2006-2015) Edificio administrativo en Calle Pablo Picasso 1. Sevilla.
- (2006-2014) Campus Universitario de Ciencias de la Salud en Granada, Urbanización.
- (2006-2014) Edificio de Servicios Generales, Campus Universitario de Ciencias de la Salud en Granada.
- (2006-2014) Facultad de Medicina, Campus Universitario de Ciencias de la Salud en Granada.
- (2007-2010) Facultad de Ciencias de la Educación de la Universidad de Sevilla
- (2009-2012) Estadio Olímpico de Madrid (Remodelación del Estadio de la Peineta Futuro Estadio del Atlético de Madrid).
- (2010- en curso) Dependencias de la Agencia General del Estado en Cádiz.
- (2010- en curso) Reestructuración de Estadio Cornaredo en Lugano.
- (2010- en curso) Campus Universitario Supsi-Lugano, Suiza.
- (2011-2017) Nuevo Estadio del Atlético de Madrid (Sobre la Antigua Peineta)
- (2015-en curso) Construcción de dos bloques de viviendas en Utrecht, Holanda.
- (2015-2017) Rehabilitación Palacio Castelar para Mercer Hoteles en Sevilla, España.
- (2015-en curso) Rehabilitación Palacete de los Burgos para Mercer Hoteles en Córdoba, España.
- (2016-en curso) Torre de Viviendas en nuevo barrio Holland Park en Ámsterdam, Holanda.
- (2016-en curso) Centro de Visitantes de la Oficina Europea de Patentes en Petten, Holanda.
- (2020-2023) Transformación del edificio del antiguo Banco Mercantil en sede territorial del Banco Santander en Santander, España.

## Premios
- 2015. Premio AD 2015 Arquitectos del Año, concedido por Architectural Digest
- 2014. Medalla de oro de la Arquitectura. Consejo Superior de Colegios de Arquitectos de España.
- 2014. Miembros Honorarios del American Institute of Architects. Estados Unidos.
- 2014. Distinción Caballeros de la Real Orden del León Neerlandés concedido por Guillermo I de los Países Bajos
- 2014. The Brick Awards, Worldwide Brick Award . The New Rijksmuseum.
- 2014. Premio FAD Internacional 2014 por The New Rijksmuseum.
- 2014. Premio Technal por la Facultad de Ciencias de la Educación. Universidad de Sevilla.
- 2014. Seleccionado, Rijkmuseum para Pabellón de España en la Biennal de Venecia 2014, bajo el comisariado español de Iñaki Ábalos y Reem Koolhas.
- 2013. Premio de Arquitectura Española Internacional 2013 del Consejo de Colegios de Arquitectos de España, a la mejor obra internacional, por el Rijksmuseum.
- 2013. Premio holandés Abbe Bonnema, 2013 por la Remodelación del Rijksmuseum, en su primera edición.
- 2013. Premio AADIPA 2013, Agrupación de Arquitectos para la Defensa y la Intervención en el Patrimonio, del colegio de Arquitectos de Cataluña.
- 2013. Interior Architecture of the Year. Icon Awards 2013. The New Rijksmuseum.
- 2008.Premio de Andalucía de arquitectura 2008, por la remodelación y ampliación de la estación de ferrocarril de Basilea.[2]
- 2006.Mención especial Daylight Award otorgado en 2006 por Velux Stiftung, Suiza, por la remodelación y ampliación de la Estación de Ferrocarril SBB, Basilea (Suiza).
- 2004. Premio de Cultura Fundación José Manuel Lara en 2004, Premio a las Artes Plásticas por el conjunto de su obra.
- 2001.Premio Heimatschutz en 2001, por la remodelación y ampliación de la Estación SBB de Basilea, Suiza.
- 2001. 2.º Premio "Die Besten" otorgado en 2001 por Die Kultursendung "B. Magazín" de SF DRS y la revista Hochparterre, Zúrich, por la remodelación y ampliación de la Estación de Ferrocarril SBB. Basilea (Suiza).
- 1999. Premio Eduardo Torroja a la obra conjunta de ingenieros y arquitectos por el Estadio Olímpico de Sevilla, otorgrado por el Ministerio de Fomento.
- 1998. Premio Nacional de Deporte 1998. Premio Nacional de Arquitectura Deportiva, otorgado por el Consejo Superior de Deporte, Madrid, por el Estadio de la Ciudad Deportiva de la Comunidad de Madrid y el Estadio Olímpico de Sevilla.
- 1997. Medalla de Oro de Andalucía por el conjunto de su obra otorgada por la Junta de Andalucía y el Parlamento de Andalucía.
- 1997. Premio de Arquitectura por el Estadio de la Ciudad Deportiva de la Comunidad de Madrid. Fundación C.E.O.E.
- 1996. Premio Dragados y Construcciones de Arquitectura por el Estadio de la Comunidad de Madrid.
- 1995. Premio Construmat por el proyecto del Estadio de la Comunidade de Madrid.
- 1993. Premio Nacional de Arquitectura de España en 1993 por la Estación de Ferrocarril de Santa Justa, Sevilla.
- 1992 Premio Brunel International Award for Railway Design por la estación de Ferrocarril de Santa Justa, en Sevilla.
- 1992. Finalista del Premio de Arquitectura Mies van der Rohe en 1992 por la Estación de Ferrocarriles de Santa Justa, Sevilla.
- 1992. Premio I Bienal Española de Arquitectura y Urbanismo por Edificio de Viviendas en Carabanchel, Madrid.
- 1990. Finalista del Premio de Arquitectura Mies van der Rohe en 1990, por las Viviendas en Carabanchel, Madrid.
- 1989. Premio a la mejor Obra de nueva planta, otorgado por el Excmo. Ayuntamiento de Madrid a la obra de Viviendas en Carabanchel.
- 1982. Premio Ciudad de Sevilla a las obras de nueva planta por el proyecto de viviendas de la calle Lumbreras concedido por el ilustrísimo Ayuntamiento de Sevilla
- 1981. Accésit del Premio Nacional de Urbanismo en 1981, por el Plan de Ordenación del sector Pino Montano en Sevilla, otorgado por el Ministerio de Obras Públicas.
- 1980. Premio Pérez Carasa 1980, por la obra de Vivienda Unifamiliar en Punta Umbría, otorgado por el Colegio Oficial de Arquitectos de Andalucía Occidental/Demarcación de Huelva.